# Высокий (Мостовский район)
Высокий — хутор в Мостовском районе Краснодарского края России.
Входит в состав Мостовского городского поселения.

## География
Улица на хуторе одна — ул. 40 лет Октября.

## Население
| 2002 | 2010 |
| ---- | ---- |
| 78   | ↗121 |